# Wladimir Iwanowitsch Nenarokow
Wladimir Iwanowitsch Nenarokow (russisch Владимир Иванович Ненароков, wiss. Transliteration Vladimir Ivanovič Nenarokov; * 1880 in Moskau; † 13. Dezember 1953 in Aşgabat) war ein sowjetischer Schachmeister.
Nenarokow erlernte Schach als 14-Jähriger und beschäftigte sich zunächst überwiegend theoretisch mit dem Spiel, indem er Meisterpartien analysierte. Als er 1898 der Moskauer Schachgesellschaft beitrat, erwies er sich bereits als überaus starker Spieler, der rasch Meisterniveau erreichte. Bereits 1899 zählte er zu den stärksten Spielern des Landes und war Teilnehmer an der erstmals ausgetragenen All-Russischen Meisterschaft, ausgetragen in Moskau, die Michail Tschigorin für sich entschied. 1900 gewann er die Meisterschaft von Moskau, 1908, 1922 und 1924 wiederholte er diesen Erfolg.
Nenarokow spielte mehrere Wettkämpfe während seiner Karriere: u. a. 1905 gegen Savielly Tartakower 2:2 (+2 =0 −2), 1907 gegen Fjodor Dus-Chotimirski 5,5:3,5 (+5 =2 −3), 1908 gegen Alexander Aljechin 3:0. Nenarokow spielte von 1923 bis 1929 bei fünf UdSSR-Meisterschaften mit, wobei sein geteilter dritter Platz 1924 in Petrograd seine höchste Platzierung war.
Nenarokow war nach der Oktoberrevolution publizistisch sehr rege und veröffentlichte zahlreiche Schachbücher, die zur Popularisierung des Spiels im ganzen Land beitrug. Seine theoretischen Arbeiten wurden für viele Jahre in der Sowjetischen Schachschule wegweisend. 1950 erhielt er vom Weltschachbund FIDE den Titel Internationaler Meister. Seine beiden letzten Lebensjahre verbrachte er in Aşgabat, wo er organisatorisch am Aufbau des Schachlebens in Turkmenistan tätig war.

## Werke
- Asbuka schachmatnoj igry [Das ABC des Schachspiels], Moskau 1924 (gem. mit Nikolai Grekow).
- Rukowodstwo k isutscheniju schachmatnoj igry [Handbuch zur Erlernung des Schachspiels], Moskau 1925 (gem. mit Nikolai Grekow).
- Schachmatnaja Asbuka [Das Schachalphabet], Moskau 1926.
- Kurs debjutow [Eröffnungslehre], Moskau/Leningrad 1928.
- Ispanskaja partia [Spanische Partie], Moskau/Leningrad 1932.